# Neukirchen am Großvenediger
Neukirchen am Großvenediger mezőváros Ausztriában, Salzburg tartományban a Zell am See-i járásban található. Területe 165,86 km², lakosainak száma 2 513 fő, népsűrűsége pedig 15 fő/km² (2014. január 1-jén). A település 858 méteres tengerszint feletti magasságban helyezkedik el.
A település részei:
- Mitterhohenbramberg (75 fő, 2011. október 31-én)
- Neukirchen am Großvenediger (1506)
- Rosental (638)
- Sulzau (310)

## Fordítás
Ez a szócikk részben vagy egészben  a   Neukirchen am Großvenediger című angol Wikipédia-szócikk ezen változatának fordításán alapul.  Az eredeti cikk szerkesztőit annak laptörténete sorolja fel. Ez a jelzés csupán a megfogalmazás eredetét és a szerzői jogokat jelzi, nem szolgál a cikkben szereplő információk forrásmegjelöléseként.